# Andreas Vinciguerra
Andreas Vinciguerra (ur. 19 lutego 1981 w Malmö) – szwedzki tenisista, reprezentant w Pucharze Davisa, olimpijczyk z Sydney (2000).

## Kariera tenisowa
Karierę tenisową Vinciguerra rozpoczął w roku 1993.
Występując jeszcze jako junior doszedł w roku do finału wielkoszlemowego Australian Open 1998. W finale przegrał z Julienem Jeanpierrem.
Grając już jako zawodowiec Szwed wygrał 1 turniej rangi ATP World Tour w grze pojedynczej, w roku 2000 na kortach w Kopenhadze. W finale pokonał Magnusa Larssona 6:3, 7:6(5). Ponadto Vinciguerra był uczestnikiem 3 innych finałów rozgrywek ATP World Tour, najpierw w roku 1999 i 2000 w Båstad, a w 2001 roku w Kopenhadze.
W latach 2000–2012 reprezentował Szwecję w Pucharze Davisa, rozgrywając 15 singlowych meczów, z których 3 wygrał.
Vinciguerra reprezentował Szwecję na igrzyskach olimpijskich w Sydney (2000) dochodząc d 2 rundy. Wyeliminował Christiana Ruuda, a odpadł po porażce z Tommym Haasem.
Najwyżej sklasyfikowany w rankingu singlistów był na 33. miejscu na początku listopada 2001 roku.

### Finały w turniejach ATP World Tour
| Legenda                                      |
| -------------------------------------------- |
| Wielki Szlem                                 |
| Igrzyska olimpijskie                         |
| Tennis Masters Cup / ATP Finals              |
| ATP Masters Series / ATP Tour Masters 1000   |
| ATP International Series Gold / ATP Tour 500 |
| ATP International Series / ATP Tour 250      |

#### Gra pojedyncza (1–3)
| Końcowy wynik | Nr | Data           | Turniej   | Nawierzchnia  | Przeciwnik         | Wynik finału |
| ------------- | -- | -------------- | --------- | ------------- | ------------------ | ------------ |
| Finalista     | 1. | 11 lipca 1999  | Båstad    | Ceglana       | Juan Antonio Marín | 4:6, 6:7(4)  |
| Zwycięzca     | 1. | 5 marca 2000   | Kopenhaga | Twarda (hala) | Magnus Larsson     | 6:3, 7:6(5)  |
| Finalista     | 2. | 16 lipca 2000  | Båstad    | Ceglana       | Magnus Norman      | 1:6, 6:7(6)  |
| Finalista     | 3. | 18 lutego 2001 | Kopenhaga | Twarda (hala) | Tim Henman         | 3:6, 4:6     |